# Saulty
Saulty is een gemeente in het Franse departement Pas-de-Calais (regio Hauts-de-France) en telt 664 inwoners (2004). De plaats maakt deel uit van het arrondissement Arras.

## Geografie
De oppervlakte van Saulty bedraagt 12,8 km², de bevolkingsdichtheid is 51,9 inwoners per km².
De onderstaande kaart toont de ligging van Saulty met de belangrijkste infrastructuur en aangrenzende gemeenten.

## Demografie
Onderstaande figuur toont het verloop van het inwonertal (bron: INSEE-tellingen).

## Britse oorlogsgraven
- Op het grondgebied van de gemeente ligt de Britse militaire begraafplaats Warlincourt Halte British Cemetery met meer dan 1.200 gesneuvelden uit de Eerste Wereldoorlog.
- Op de gemeentelijke begraafplaats liggen ook nog 5 Britse gesneuvelden uit de Tweede Wereldoorlog.

1. ↑  Populations de référence 2022.